# Ove Grahn
Jan-Olof "Ove" Grahn, född 9 maj 1943 i Norra Fågelås, död 11 juli 2007 i Alingsås, var en svensk fotbollsspelare.
Grahn värvades till IF Elfsborg 1961, samma år som laget vann Allsvenskan, och spelade där till och med 1965. Han inledde sin karriär som centerforward, men spelade under de senaste åren mest på mittfältet. Grahn var under elva år proffs i Grasshoppers 1965-71 och 1973-1976 samt i Lausanne-Sport 1971-73 i Schweiz. Han blev schweizisk mästare 1971 med Grasshoppers. Grasshoppers och Basel hamnade på samma poäng varpå en avgörande match anordnades. Grahn gjorde två mål när Grasshoppers vann med 4-3. 
Ove Grahn var landslagsspelare med 45 A-landskamper (10 mål), 5 B-landskamper (7 mål), 5 U-landskamper (1 mål) och 3 J-landskamper (7 mål) under åren 1961-76. Han deltog fotbolls-VM 1970 och 1974. I VM 1970 gjorde han segermålet mot Uruguay men Sverige gick inte vidare på grund av sämre målskillnad.
Han gjorde även ett framträdande efter karriären i en vänskapsmatch mellan Mariestads BK och Norra Fågelås. Matchen slutade 1-1 med ett mål av "Macke" Safison (MBK) och ett av Ove Grahn på hörna.

## Meriter
- VM i fotboll: 1970, 1974
- Schweizisk mästare 1971
- Skytteligavinnare Nationalliga A 1973